# Bóly (Magyarország)
Bóly (németül: Bohl, horvátul: Boja) város Baranya vármegyében, a Bólyi járás székhelye.

## Fekvése
Bóly, régi nevén Németbóly Pécstől körülbelül 30 kilométerre kelet-délkeletre, Mohácstól mintegy 15 kilométerre nyugatra fekszik. A környék gazdasági központja.
A szomszédos települések: észak felől Versend, északkelet felől Szajk, délkelet felől Nagynyárád, dél felől Töttös, délnyugat felől Borjád, északnyugat felől pedig Szederkény és Monyoród.
A mezőgazdasági termelés szempontjából az átlagos hőmérséklet és a csapadékmennyiség kedvező, amely jó termőtalajjal párosul. Talaja mészben, humuszban gazdag, mélyrétegű, középkötött vályogtalaj. A kenyérgabona, a takarmány- és az ipari növények jól megteremnek itt, így a háziállatok tenyésztésének is megvannak a feltételei.
A város sík területen fekszik. Csupán kétszer három domb látható a település északi és déli határában. A várostól északra magasodik a Temető-domb, a Mária-hegy (Marienberg) és a Tukar. Az utóbbi két dombon vannak a szőlőterületek, az előbbin a Batthyány-Montenuovo mauzóleum és a temető tűnik szembe. A város déli területén emelkedik a Trischler-domb, a Szamárdomb és a Falu-dombja. Az utóbbi kettőn lakóházak vannak.
A város keleti határán egy kis patak, az úgynevezett Malom-patak folyik keresztül. Ha száraz az időjárás, víz alig-alig csörgedezik benne. Ma gazdasági szempontból teljesen jelentéktelen. A régi időktől kezdve a múlt század végéig viszont gazdasági szempontból is értékes lehetett. 1953-ban a pataktól nyugatra, régészeti leletmentés kapcsán egy Árpád-kori edényégető kemence került ki a földből. A kemence belsejét kitöltő földben rengeteg vízicsigaházat találtak. A kemence 38 méterre van a patak jelenlegi medrétől, tehát valamikor bővízűbb volt: hal, rák, egyaránt tanyázott benne és gyakran kiöntött, partján egykor malmok működhettek.

### Megközelítése
Két legfontosabb közúti megközelítési útvonala a Mohács–Pécs közt húzódó 57-es főút és az M60-as autópálya, ezeken könnyen megközelíthető az ország távolabbi részei, illetve a két említett város felől is, habár a területét egyik út sem érinti, mindkettő az északi határszéle közelében halad el; az 57-esről Szajknál, az M60-asról a versendi csomópontnál letérve érhető el.
A város központján az 5704-es és az 5714-es út halad keresztül, belterületét érinti még az 5703-as út is, az 5701-es út pedig lakott területeit elkerülve biztosít közúti kapcsolatokat Villány, Siklós és Harkány térsége irányában.
A hazai vasútvonalak közül a várost a Villány–Mohács-vasútvonal érinti, melynek egy megállási pontja van itt; Bóly vasútállomás a településtől mintegy 3,5 kilométerre délre található, közúti elérését az 5704-es útból kiágazó 57 301-es számú mellékút teszi lehetővé.

## Története
A település neve korábban Németbóly volt, 1950 óta Bóly.
Régészeti leletek bizonyítják, hogy ez a hely már a kőkorszakban is lakott volt. Az első írásos emlék 1093-ból, Szent László idejéből származik. Az adománylevél Bolok néven említi a települést, mely akkoriban egyházi birtok volt. 
A török uralom alatt a település szinte teljesen kihalt, majd a törökök kiűzése után újraindult az élet. 1703-ban Bóly Batthyány (II.) Ádám gróf, országbíró (1662–1703) tulajdonába került. Mária Terézia uralkodása alatt német jobbágyok népesítették be. A mai lakosok nagyrészt a betelepülő németek leszármazottai. 
A 19. század végétől egészen 1945-ig a falu a Montenuovo hercegi család birtokában volt. Erre az időre tehető a település mai arculatának kialakulása. A hercegi család 1770-ben svájci tehenészetet létesített. 1792-től a környező pusztákon „nagyüzemi” gazdálkodást vezettek be, és fejlesztették a szőlőművelést is. Fejlődésnek indult a kézműipar is.
A második világháború után a Németországba kitelepített lakosok pótlására a Csehszlovák–magyar lakosságcsere keretében felvidéki és bihari magyarokkal népesítették be a falut. A magyar–sváb falu 1997. augusztus 31-én kapta meg a városi rangot. A városban élők megélhetését a föld biztosítja, Magyarország egyik leghíresebb történelmi borvidéke itt található. Ezen kívül jelentősek a mezőgazdasági üzemek, a gabona- és vetőmagtermelés. 
Az 1980-as években uránércet kutatva termálvízre bukkantak 1300-1400 méter mélységben. A 2000-es évek elején elhatározták, hogy geotermikus energiával fogják fűteni a közintézményeket, amelyet 2005-re fejeztek be.

## Közélete

### Polgármesterei
- 1990–1994: Hárs József (SZDSZ-MDF-Kolping-Községvédők-...)[6][7]
- 1994–1998: Hárs József (Kulturális Egyesület)[8]
- 1998–2002: Hárs József (Bólyi Kulturális Egyesület)[9]
- 2002–2006: Hárs József (Bólyi Kulturális Egyesület)[10]
- 2006–2010: Hárs József (független)[11]
- 2010–2014: Hárs József (független)[12]
- 2014–2019: Hárs József (független)[13]
- 2019–2024: Hárs József (független)[14]
- 2024– : Dr. Fehérvári Dávid (független)[1]

## Népesség
2011-ben lakosságának 82,4%-a magyar, 22,5%-a német, 0,8%-a horvát, 0,3%-a cigány, 0,1%-a szlovák nemzetiségűnek vallotta magát (17,1% nem nyilatkozott; a kettős identitások miatt a végösszeg nagyobb lehet 100%-nál). A vallási megoszlás a következő volt: római katolikus 56,7%, református 7,6%, evangélikus 1,1%, görögkatolikus 0,4%, felekezeten kívüli 5,9% (27,5% nem nyilatkozott).
2022-ben a lakosság 89,5%-a vallotta magát magyarnak, 16,6% németnek, 0,8% horvátnak, 0,3% cigánynak, 0,1-0,1% lengyelnek, görögnek, szerbnek és ukránnak, 1,8% egyéb, nem hazai nemzetiségűnek (9,6% nem nyilatkozott; a kettős identitások miatt a végösszeg nagyobb lehet 100%-nál). Vallásuk szerint 44,6% volt római katolikus, 7,4% református, 1,1% evangélikus, 0,2% görög katolikus, 0,1% ortodox, 0,5% egyéb keresztény, 0,7% egyéb katolikus, 7,9% felekezeten kívüli (37,2% nem válaszolt).
| Lakosok száma | 3851 | 3974 | 3915 | 3823 | 3824 | 3828 | 3721 | 3713 | 3707 |
|               | 2005 | 2013 | 2014 | 2018 | 2019 | 2021 | 2022 | 2023 | 2024 |

| A népesség alakulása - 1990.01.01.: 3748 fő - 1991.01.01.: 3801 fő - 1992.01.01.: 3803 fő - 1993.01.01.: 3815 fő - 1994.01.01.: 3828 fő - 1995.01.01.: 3939 fő - 1996.01.01.: 3953 fő - 1997.01.01.: 3980 fő | - 1998.01.01.: 3957 fő - 1999.01.01.: 3982 fő - 2000.01.01.: 3958 fő - 2001.02.01.: 3712 fő - 2002.01.01.: 3715 fő - 2003.01.01.: 3770 fő - 2004.01.01.: 3809 fő - 2005.01.01.: 3851 fő - 2006.01.01.: 3840 fő | - 2007.01.01.: 3885 fő - 2008.01.01.: 3954 fő - 2009.01.01.: 3970 fő - 2010.01.01.: 4002 fő - 2011.10.01.: 3992 fő - 2012.01.01.: 4009 fő - 2013.01.01.: 3974 fő |

## Nevezetességei

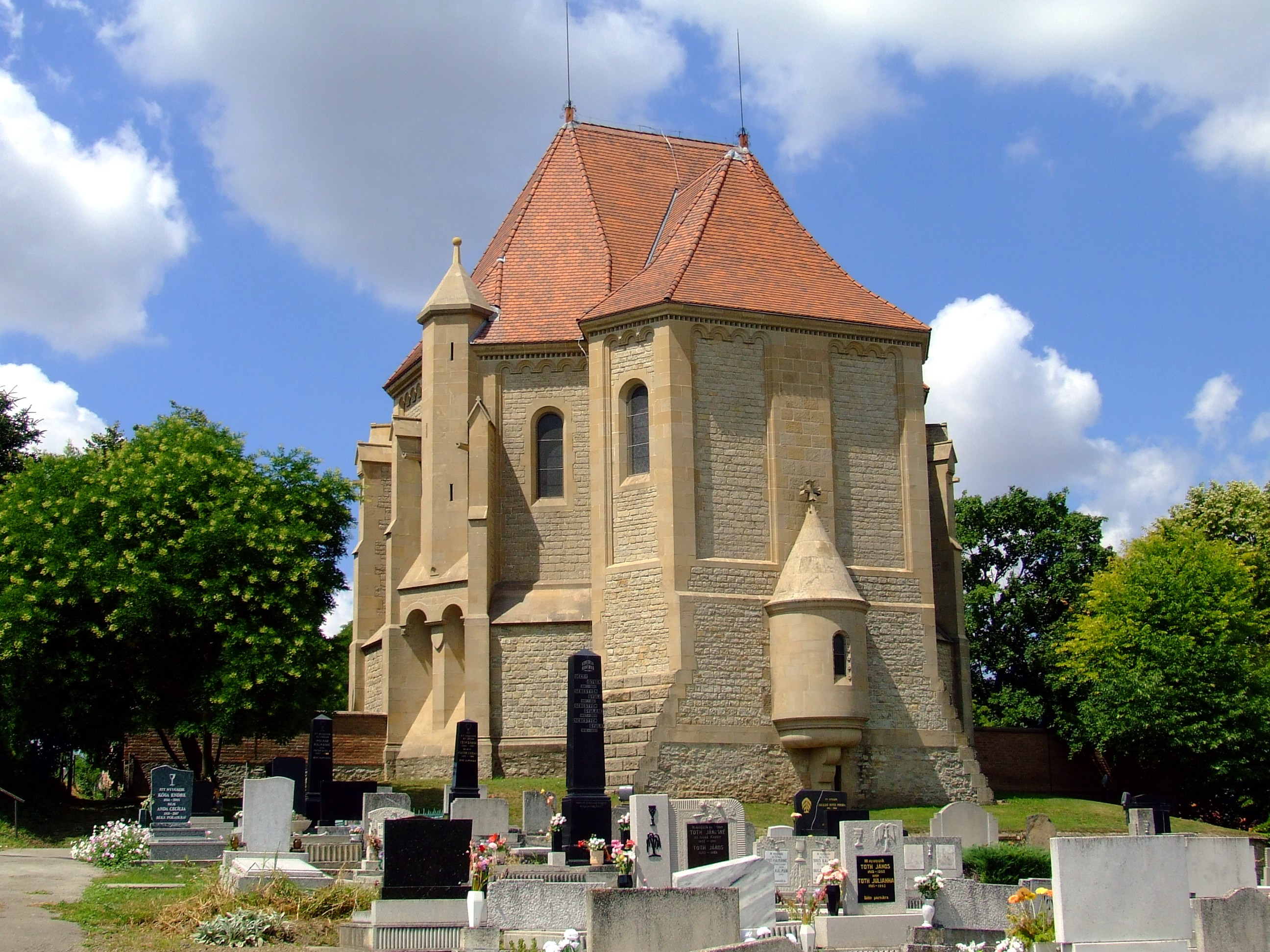
A Batthyány-Montenuovo Mauzóleum. Épült 1879 és 1894 között Carl Gangolf Kayser (1837–1895) osztrák építész tervei szerint

- 1744-ben épült késő barokk stílusú katolikus templom (plébánosai: 1851-1887 Kubinyi Elek, 1887-1898 Streicher József, 1898-1923 Plank Emil, 1923-1948 Bok József, 1948-1968 Éberhardt József, 1968-1970 Pataki István, 1970-1979 Régert József, 1979-1996 Funk Gusztáv, 1996-2011 Pekker Mátyás, 2011-2012 Bognár Attila, 2012-2022 dr Takács Gábor, 2022- Kutas Attila)
- Szent Vendel-kápolna 1771-ből

- 1771-ben épült Szent Bálint barokk stílusú kápolna, mely az egyetlen Szent Bálintnak szentelt kápolna Magyarországon
- 1805–1807 között épült klasszicista stílusú Batthyány–Montenuovo-kastély
- 1840-ből származó lóistálló, tervezte Gyenes János mérnök. Ma helytörténeti kiállítás található benne
- 1843-ból a Kálvária-domb stációi
- a 19. század végén épült békáspusztai Szent József-kápolna
- 1879–1894, a Montenuovo hercegek neoromán családi mauzóleuma
- 1880, Montenuovo-féle nagy istálló posztromantikus stílusban

## Egyéb látnivalók
- Csikós-rét, Karasica patak
- Uradalmi Magtár
- 42 000 kötetes Városi Könyvtár
- Helytörténeti Múzeum
- A városközpontban 11 hektáros kastélypark (természetvédelmi terület)
- Bólytól 1,5 km-re, Békás-pusztán Agrártörténeti Múzeum
- 34 000 hektáros vadászterület és vadászpanzió
- Zsidó temető

## Hagyományok
- Emmausz-járás (húsvéthétfő)
- Motorostalálkozó (június)
- Szüreti Csirkepaprikás-főző Fesztivál (szeptember)
- Márton-napi újborünnep (november)

## Híres emberek
- Amtmann Prosper fuvolaművész
- Bérces Tibor akadémikus, vegyész
- Dittrich Tamás atléta
- Engel Adolf, a komlói-mecseki szénbányászat megalapozója
- Kántor Géza, haditengerész altiszt, emlékiratíró, postamester
- Id. Manninger Gusztáv Adolf mezőgazdász, egyetemi tanár, a mezőgazdasági tudományok kandidátusa
- Manninger Gusztáv Adolf mezőgazdász, egyetemi tanár.
- Meszlényi János szobrász
- Alfred von Montenuovo herceg (1854–1927), császári főudvarmester, Alfred Ferdinand apja, a Batthyány-Montenuovo-kriptában nyugszik
- Montenuovo Nándor herceg, azaz Alfred Ferdinand von Montenuovo (1888–1951)
- id. Ripszám Henrik, magyar tájfutó és alkotóművész, kőművessegéd
- ifj. Ripszám Henrik, olimpikon, festőművész
- Szabó Mátyás (agronómus) agronómus, országgyűlési képviselő
- Szabó Mihály református lelkész[17]
- Strázsay János volt jószágkormányzó, író, könyvgyűjtő
- Székely Károly Nándor mennyiségtan- és természettan szakos cisztercita tanár
- Trischler Ferenc szobrász
- Nagy Dominik válogatott labdarúgó
- Amtmann Károly (Németbóly, 1821–1907) színműíró, levéltárnok

## Testvérvárosai
- Semriach, Ausztria
- Heroldsberg, Németország
- Csernáton, Románia
- Negyed, Szlovákia